# Wołyniewo (obwód wołogodzki)
Wołyniewo (ros. Волынево) – wieś w Rosji, w rejonie grazowieckim obwódu wołogodzkiego. W 2021 r. była niezamieszkana.